# 130066 Timhaltigin
130066 Timhaltigin è un asteroide della fascia principale. Scoperto nel 1999, presenta un'orbita caratterizzata da un semiasse maggiore pari a 2,6864193 UA e da un'eccentricità di 0,0723805, inclinata di 12,06251° rispetto all'eclittica.